# Phenylselenylbromid
Phenylselenylbromid ist eine organische Selenverbindung.

## Darstellung
Phenylselenylbromid kann aus einem Überschuss von Phenylselenylcyanid und Brom in Chloroform synthetisiert werden.
{\displaystyle {\ce {C6H5SeCN + Br2 -> C6H5SeBr + BrCN}}}
Eine weitere Synthesemöglichkeit bietet die Reaktion von Diphenyldiselenid mit Brom in Chloroform.
{\displaystyle {\ce {C6H5SeSeC6H5 + Br2 -> 2 C6H5SeBr}}}

## Eigenschaften
Phenylselenylbromid liegt im festen Zustand in einer tetrameren Form vor. Es liegt dabei in einer monoklinen Kristallstruktur mit der Raumgruppe Cc (Raumgruppen-Nr. 9) vor. Die Struktur ist durch langreichweitige Brom-Brom-Brücken weiter zu einem planaren Schichtstruktur verbunden. Auf diese Weise entsteht ein Netzwerk, das aus kleinen Se4-Quadraten und größeren, schwach verknüpften Br4-Quadraten besteht. Die Schichten sind bemerkenswert planar und lassen sich übereinander stapeln. Als Monomer liegt es in Lösung und in der Gasphase vor, wobei die Kohlenstoff-Selen-Brom-Bindung gewinkelt ist.

## Verwendung
Phenylselenylbromid kann zur Synthese α-β-ungesättigter Carbonylverbindungen verwendet werden.